# Шаветт, Эжен
Эжен Шаветт (фр. Eugène Chavette; 28 мая 1827, Париж — 16 мая 1902, Монфермей) — французский писатель, сын известного парижского ресторатора и владельца литературного кафе.
Начал свою литературную деятельность довольно поздно — в 38 лет. Сотрудничал в журналах «Le Tintamarre», «Le Figaro» и «L’Evénement» и в мелких статьях проявил тонкую наблюдательность и остроумие, напоминающие талант Анри Моннье. Эти шутливые рассказы и сценки впоследствии перепечатаны им в ряде отдельных сборников: «Le procès Pictompin et ses dix-huit audiences» (1865); «Restaurateurs et restaurés» (1867); «Les petites comédies du vice» (1875); «Les petits drames de la vertu» и «Les bêtises vraies» (1882). Другая сторона таланта Шаветта сказалась в серии романов, построенных на более или менее запутанных фабулах, но рассказанных занимательно и счастливо избегающих того пересола, которым обыкновенно страдали многие «бульварные романы» той поры.
Наиболее известные произведения: «Le rémouleur» (любопытные эпизоды эпохи Террора и Директории), «Défunt Brichet», «La Chiffarde», «L’héritage d’un pique assiette», «La chambre du crime», «La chasse à l’oncle», «Aimé de son concierge» («Любимец консьержа», экранизирован в 2010 г., одна из серий телесериала «Век Мопассана. Повести и рассказы XIX столетия»), «Nous marions Virginie», «L’oncle du Monsieur de Madame», «Un notaire en fuite», «Le comte Omnibus», «La bande de la belle Alliette», «Reveillez Sophie», «L’oreille du cocher», «La conquète d’une cuisinière», «Si j’étais riche».